# Francesco Gallucci
Francesco Gallucci (Colletorto, 30 agosto 1954) è un economista e saggista italiano.
Autore di libri e saggi di marketing è tra i massimi esperti di neuromarketing e marketing emozionale.

## Formazione e carriera
Laureato in Scienze Politiche nel 1980 presso l'Università Statale di Milano, nel 1981 consegue il Master in Human Resources Development and Industrial Relationships presso l'Sda dell'Università Bocconi di Milano. È uno dei pionieri del neuromarketing in Italia, disciplina di frontiera nel mondo delle ricerche sui consumatori di cui studia le reazioni emozionali e cognitive a stimoli sensoriali che riguardano gran parte degli ambiti della comunicazione e dell'esperienza d'uso di prodotti e servizi.
Collabora con riviste di management, è docente di Neuromarketing per il Design presso il Politecnico di Milano e di alcuni master di Comunicazione è stato docente di Marketing Strategico presso il Politecnico di Torino. Il modello che sta alla base della sua ricerca sviluppa in chiave neuroscientifica la relazione stimolo-risposta, evidenziando la rilevanza delle emozioni quali fattori determinanti dei processi decisionali. I campi di applicazione di tale modello sono molto vasti, dalla Neuroeconomia alla Neuropolitica, dal Neuromanagement al Neuroselling, ma gli ambiti verso cui si è indirizzata la sua ricerca sono il marketing e la comunicazione e più in generale i comportamenti dei consumatori nei momenti decisionali. 
Ha fondato nel 2016 insieme a Caterina Garofalo Ainem (Associazione Italiana Neuromarketing) di cui è Vicepresidente e Direttore Scientifico. È anche Direttore Scientifico del Laboratorio di Smart Brain e di DIP, è stato Direttore Scientifico presso la Fondazione Organismo di Ricerca GTechnology e fondatore e Direttore del Dipartimento di Neuromarketing di Aism (Associazione Italiana Studi di Marketing).

## Pensiero
Il punto di partenza è l'assunto che l'abbondanza di informazione genera scarsità di attenzione. L'attenzione è diventata una risorsa preziosa in una situazione in cui l'overload d'informazioni, di pubblicità e di stimoli visivi tende a sommergere le persone riducendo il tempo che si ha a disposizione per distinguere ciò che è importante da ciò che non lo è. In una società così densa di informazioni le persone cercano risposte ai propri bisogni, ma spesso tali bisogni non sono espliciti e si manifestano attraverso reazioni emotive a specifiche situazioni, quali ad esempio le decisioni di acquisto, con l'obiettivo di rendere più semplice la decisione. L'individuo tende ad adottare strategie che implichino un carico cognitivo compatibile con i limiti di elaborazione delle informazioni del proprio sistema cerebrale. Quanto più è complessa la situazione decisionale tanto più le persone tendono ad utilizzare regole molto semplici, riducendo la quantità di informazioni necessarie alla decisione, adottando dei comportamenti che ritengono consoni (o più efficaci) per completare l'azione in corso. In tale contesto fluido e complesso, il mondo del Marketing e della Comunicazione sta subendo profonde trasformazioni, ma rimane ancorato a teorie e costrutti logici ormai inadeguati. I metodi del Marketing vanno completamente ripensati, ponendo in luce la dimensione inconsapevole dei comportamenti legati all'economia di acquisto. Gallucci affronta questo nodo irrisolto e dimostra che gli strumenti di Marketing non riescono ad esplorare abbastanza in profondità e non sono in grado di far esprimere ai consumatori quello che davvero pensano. Infatti, il 95% dei nostri processi mentali ha luogo nell'inconscio e le decisioni sono prese prima a livello profondo e poi risultano evidenti a livello razionale. Per portare alla luce i desideri dei clienti è necessario perciò comprendere, durante una qualunque esperienza, quali sono prima di tutto i fattori che attraggono l'attenzione e riescono quindi a guidare lo sguardo e la conseguente raccolta di informazioni, e successivamente verificare quali di tali fattori riescono a trasformare la semplice attenzione in coinvolgimento (engagement) o in persuasione (nel caso di una decisione di acquisto). L'utilizzo degli strumenti resi disponibili dalle neuroscienze, quali l'eye-tracking o l'EEG-biofeedback, consentono al Marketing di avere risposte precise e rigorose favorendo così lo sviluppo di un Marketing più scientifico e capace di interagire con i consumatori più in profondità.

## Opere
- Manuale di Neuromarketing (insieme a Caterina Garofalo e Mariano Diotto), Hoepli, 2021
- Neumarketing nel negozio, Confcommercio, 2018
- Yearbook Neuromarketing in Italia, Ainem, 2018
- Neuromarketing, Egea, 2016
- Marketing Emozionale e neuroscienze, Egea, 2014
- Nuove Frontiere del Marketing (AAVV), Ipsoa, 2013
- Emozione e Ragione (AAVV), Fausto Lupetti, 2012
- La Strategia della Semplicità, Egea, 2009
- Comunicazione in formazione (AAVV), Fausto Lupetti, 2009
- Il marketing dei luoghi e delle emozioni, Egea, 2008
- Innovazione design driver del punto di vendita (AAVV), Cean, 2008
- Marketing emozionale, Egea, 2006
- Web Management, Apogeo, 2001
- Marketing etico e solidarietà, Merlino, 1999
- The Importance of database marketing to develop a customer strategy, in Esomar Paper, 1995
- Abitare il pianeta (AAVV), Fondazione Giovanni Agnelli, 1989
- India Oggi (AAVV), Franco Angeli, 1984